# محاكاة بالحاسوب

A 48 hour computer simulation of Typhoon Mawar using the Weather Research and Forecasting model

المحاكاة بالحاسوب أو تشغيل النموذج على الحاسوب، هو برنامج حاسوبي أو شبكة من أجهزة الكمبيوتر، تحاول عمل محاكاة نموذج مجردة من النظام المعين (أي محاكاة نظرية بالحاسوب).
محاكيات الحاسوب أصبحت جزءا أساسيا ومفيدا للنمذجة الرياضية للعديد من الأنظمة الطبيعية في الفيزياء (فيزياء الحسابية)، والفيزياء الفلكية والكيمياء والبيولوجيا، والنظم البشرية في الاقتصاد وعلم النفس والعلوم الاجتماعية والدراسات في عملية هندسة التكنولوجيا الجديدة، تدخل في العديد من الصناعات وتوفر العديد من التجارب التي تحتاج إلى وقت ومال.
المحاكاة الحاسوبية تختلف من برامج الكمبيوتر التي تعمل بضع دقائق لمجموعات على أساس شبكة من أجهزة الكمبيوتر التي تعمل لساعات لمحاكاة الجارية التي تعمل لعدة أيام. حجم الأحداث التي محاكاة عن طريق المحاكاة الحاسوبية قد تجاوز بكثير أي شيء ممكن (أو ربما حتى تخيلها) باستخدام التقليدي الورق والقلم النمذجة الرياضية. منذ أكثر من 10 عاما، محاكاة الصحراوية معركة قوة واحدة غزو تشارك آخر نمذجة 66239 الدبابات والشاحنات والمركبات الأخرى على أرض محاكاة حول الكويت، وذلك باستخدام أجهزة الكمبيوتر العملاقة متعددة في وزارة الدفاع برنامج تحديث عالية الأداء الحاسوب  ومن الأمثلة الأخرى نموذج مليار ذرة من تشوه المادي. نموذجا 2.64 مليون ذرة من صانع معقدة من البروتين في جميع الكائنات الحية، وهو الريبوسوم، في عام 2005؛  محاكاة كاملة من دورة حياة المفطورة التناسلية في 2012؛ والأزرق الدماغ المشروع إلى EPFL (سويسرا)، التي بدأت في مايو 2005 لخلق جهاز محاكاة الأولى من الدماغ البشري بأكمله، وصولا إلى المستوى الجزيئي.
بسبب التكلفة الحسابية من المحاكاة، والتجارب الكمبيوتر وتستخدم لأداء الاستدلال مثل عدم اليقين الكمي.

## محاكاة مقابل نموذج
نموذج الكمبيوتر يشير إلى الخوارزميات والمعادلات المستخدمة لالتقاط سلوك النظام يجري غرار. على النقيض من ذلك، تشير محاكاة الكمبيوتر إلى تشغيل الفعلي للبرنامج الذي يحتوي على هذه المعادلات أو الخوارزميات. المحاكاة، لذلك، يشير إلى نتيجة تشغيل نموذج. وبعبارة أخرى، لن «بناء المحاكاة». هل «بناء نموذج»، ومن ثم إما «تشغيل نموذج» أو «تشغيل المحاكاة».نعم انا احبكم

## التاريخ
المحاكاة الحاسوبية وضعت جنبا إلى جنب مع النمو السريع للكمبيوتر، بعد أول نشر على نطاق واسع له خلال مشروع مانهاتن في الحرب العالمية الثانية لنمذجة عملية تفجير نووي. وكانت محاكاة ل12 المجالات الصعبة باستخدام خوارزمية مونتي كارلو. وكثيرا ما يستخدم جهاز محاكاة كمساعد لل، أو بديلا عنها، نظم الحلول التي شكل تحليلي مغلقة بسيطة ليست ممكنة النمذجة. وهناك أنواع عديدة من المحاكاة الحاسوبية. ميزة المشترك بينهما هو محاولة لتوليد عينة من سيناريوهات تمثيلية للنموذج الذي تعداد كامل لجميع الحالات الممكنة للنموذج ستكون باهظة أو المستحيل

## إعداد البيانات
متطلبات البيانات الخارجية من عمليات المحاكاة ونماذج تختلف على نطاق واسع. بالنسبة للبعض، قد يكون الإدخال فقط عدد قليل من أرقام (على سبيل المثال، محاكاة لالموجي من AC الكهرباء على الأسلاك)، في حين أن آخرين قد تتطلب تيرابايت من المعلومات (مثل نماذج الطقس والمناخ).
أيضا تختلف مصادر المدخلات على نطاق واسع:
- أجهزة الاستشعار والأجهزة المادية الأخرى المتصلة النموذج.
- أسطح التحكم المستخدمة لتوجيه التقدم للمحاكاة في بعض الطريق.
- البيانات الحالية أو التاريخية دخلت باليد.
- القيم المستخرجة باعتبارها من قبل المنتج من العمليات الأخرى.
- قيم الإنتاج لهذا الغرض المحاكاة الأخرى، ونماذج، أو العمليات.

وأخيرا، فإن الوقت الذي بيانات متاح يختلف:
- غالبا ما يتم بناء «ثابتة» البيانات في مدونة نموذجية، إما لأن القيمة هي ثابتة حقا (على سبيل المثال، فإن قيمة π) أو لأن المصممين النظر في قيمة أن تكون ثابتة لجميع الحالات في المصالح؛
- يمكن إدخال البيانات في محاكاة عندما يبدأ العمل، على سبيل المثال من خلال قراءة واحدة أو أكثر من الملفات، أو من خلال قراءة البيانات من قبل المعالج.
- يمكن توفير البيانات أثناء تشغيل المحاكاة، على سبيل المثال عن طريق شبكة أجهزة الاستشعار.

بسبب هذا التنوع، ولأن أنظمة المحاكاة متنوعة لها العديد من العناصر المشتركة، وهناك عدد كبير من لغات المحاكاة المتخصصة. أشهرها قد يكون سيمولا (التي تسمى أحيانا سيمولا-67، وبعد عام 1967، عندما اقترح عليه). وهناك الآن العديد من الآخرين.
يجب أن النظم التي تقبل البيانات من مصادر خارجية نكون حذرين جدا في معرفة ما يتلقون. في حين أنه من السهل على أجهزة الكمبيوتر لقراءة في القيم من النص أو الملفات الثنائية، ما هو أصعب من ذلك بكثير هو معرفة ما الدقة (مقارنة قرار القياس والدقة) من القيم. غالبا ما يتم التعبير على أنها «أشرطة الخطأ»، وهو الحد الأدنى والحد الأقصى للانحراف عن مجموعة قيمة من خلاله (من المتوقع أن) كذبة القيمة الحقيقية. لأن الرياضيات الكمبيوتر الرقمية ليست مثالية، والتقريب أخطاء اقتطاع تتكاثر هذا الخطأ، لذلك فإنه من المفيد إجراء «تحليل خطأ». للتأكد من أن القيم الإنتاج بمقدار محاكاة سيظل دقيقة مفيد.
حتى الأخطاء الصغيرة في البيانات الأصلية يمكن أن تتراكم في الخطأ الكبير في وقت لاحق المحاكاة. في حين أن كل تحليل الكمبيوتر يخضع ل"GIGO" (القمامة في، القمامة خارج) التقييد، وهذا هو ينطبق بشكل خاص على المحاكاة الرقمية. في الواقع، كانت مراقبة هذه الأصيل، خطأ التراكمي في الأنظمة الرقمية المحفز الرئيسي لتطوير نظرية الفوضى.

## أنواع
نماذج حاسوبية يمكن تصنيفها وفقا لعدة أزواج مستقلة عن السمات، بما في ذلك:
- مؤشر ستوكاستيك أو القطعية (وكحالة خاصة من القطعية، فوضوية) - راجع الروابط الخارجية أدناه للحصول على أمثلة من عمليات المحاكاة العشوائية مقابل القطعية
- الحالة المستقرة أو ديناميكية
- المستمر أو منفصلة (وباعتبارها حالة خاصة هامة من منفصلة، الحدث منفصلة أو نماذج DE)
- نظام المحاكاة الديناميكية، مثل نظم الكهربائية، والأنظمة الهيدروليكية أو الأنظمة الميكانيكية متعددة الجسم (وصفها primarely من قبل دبي لصناعات الطيران: ق) أو ديناميات المحاكاة من المشاكل الميدانية، وعلى سبيل المثال CFD من عمليات المحاكاة FEM (التي وصفها PDE: ق).
- المحلية أو توزيعها.

وهناك طريقة أخرى لتصنيف النماذج هي أن ننظر إلى هياكل البيانات الأساسية. لمحاكاة-صعدت الوقت، هناك فئتين رئيسيتين:
- ويطلق على عمليات المحاكاة التي تخزن البيانات في الشبكات العادية وتتطلب الوصول القادم الجار فقط رموز الاستنسل. العديد من CFD تطبيقات تنتمي إلى هذه الفئة.
- إذا كان الرسم البياني الأساسي ليس الشبكة العادية، فإن النموذج قد تنتمي إلى طريقة meshfree الصف.

معادلات تحدد العلاقات بين عناصر النظام المنمذجة ومحاولة للعثور على الدولة التي يكون النظام في حالة توازن. وغالبا ما تستخدم هذه النماذج في محاكاة النظم الفيزيائية، كما حاول قضية النمذجة أبسط قبل المحاكاة الديناميكية.
- التغييرات نماذج المحاكاة الديناميكية في نظام ردا على (عادة تغيير) إشارات الإدخال.
- العشوائية نماذج استخدام المولدات رقم عشوائي لنموذج فرصة أو الأحداث العشوائية.
- A محاكاة الحدث منفصلة (DES) تدير الأحداث في الوقت المناسب. معظم الكمبيوتر، ومنطق الاختبار وخطأ شجرة المحاكاة هي من هذا النوع. في هذا النوع من المحاكاة، ويحافظ على محاكاة طابور من الأحداث التي تم فرزها حسب الوقت محاكاة ما ينبغي أن يحدث. جهاز محاكاة يقرأ قائمة الانتظار ومشغلات الأحداث الجديدة كما تتم معالجة كل حدث. وليس من المهم تنفيذ المحاكاة في الوقت الحقيقي. غالبا ما يكون أكثر أهمية لتكون قادرة على الوصول إلى البيانات التي تنتجها محاكاة واكتشاف العيوب المنطق في التصميم أو تسلسل الأحداث.
- محاكاة ديناميكية مستمرة بتنفيذ الحل العددي لل معادلات التفاضلية جبري أو المعادلات التفاضلية (إما جزئية أو عادية). دوري، وبرنامج محاكاة يحل جميع المعادلات ويستخدم الأرقام لتغيير الدولة والناتج من المحاكاة. وتشمل التطبيقات محاكاة الطيران، البناء وألعاب المحاكاة إدارة، النمذجة عملية كيميائية، ومحاكاة الدوائر الكهربائية . في الأصل، وهذه الأنواع من عمليات المحاكاة ونفذت فعليا على أجهزة الكمبيوتر التناظرية، حيث يمكن أن تكون ممثلة في المعادلات التفاضلية مباشرة من قبل مختلف المكونات الكهربائية مثل المرجع أمبير . وبحلول أواخر 1980s، ومع ذلك، تم تشغيل معظم المحاكاة «التناظرية» على التقليدية الحواسيب الرقمية التي تحاكي سلوك جهاز كمبيوتر التناظرية.
- وهناك نوع خاص من محاكاة المنفصلة التي لا تعتمد على نموذج مع المعادلة الأساسية، ولكن يمكن مع ذلك أن تكون ممثلة رسميا، هو محاكاة القائم على وكيل. في محاكاة القائم على وكيل والكيانات الفردية (مثل الجزيئات والخلايا والأشجار أو المستهلكين) في النموذج تتمثل مباشرة (بدلا من كثافتها أو تركيز) وتمتلك دولة الداخلية ومجموعة من السلوكيات أو القواعد التي تحدد كيفية يتم تحديث الدولة وكيل من مرة واحدة خطوة إلى أخرى.
- توزيع نماذج تعمل على شبكة من أجهزة الكمبيوتر مترابطة، ربما من خلال الإنترنت . وغالبا ما يشار المحاكاة متوزعة على أجهزة الكمبيوتر المضيفة متعددة مثل هذا باسم «المحاكاة توزيعها». هناك عدة معايير لمحاكاة توزيعها، بما في ذلك تجميع بروتوكول مستوى المحاكاة (ALSP)، الموزعة المحاكاة التفاعلية (DIS)، والهندسة المعمارية الرفيعة المستوى (المحاكاة) (HLA) واختبار والتدريب يعتبر تمكين العمارة (TENA).

## التصور
سابقا، تم تقديم بيانات الناتج من المحاكاة الحاسوبية في بعض الأحيان في جدول أو مصفوفة يظهر كيف تأثرت البيانات عن طريق العديد من التغييرات في معلمات المحاكاة. ويرتبط استخدام شكل مصفوفة لالاستخدام التقليدي لمفهوم المصفوفة في النماذج الرياضية . ومع ذلك، لاحظ علماء النفس وغيرهم أن البشر يمكن أن يرى بسرعة الاتجاهات من خلال النظر في الرسوم البيانية أو حتى الصور المتحركة أو الحركة الصور المتولدة من البيانات، كما هو معروض من قبل الحاسوب ولدت-الصور (CGI) الرسوم المتحركة. على الرغم من أن المراقبين لا يمكن قراءة بالضرورة أرقام أو صنبور الصيغ الرياضيات، من مراقبة مخطط الطقس تتحرك لأنها قد تكون قادرة على التنبؤ أحداث (و «رؤية وتوجه أن المطر طريقهم») أسرع بكثير من طريق مسح الجداول من المطر سحابة الإحداثيات . هذه الشاشات الرسومية المكثفة، التي تجاوز عالم الأرقام والصيغ، وأدى في بعض الأحيان أيضا إلى الإخراج الذي يفتقر إلى تنسيق الشبكة أو حذف الطوابع الزمنية، كما لو الشرود بعيدا جدا عن عرض البيانات الرقمية. اليوم، التنبؤ بالطقس نماذج تميل إلى التوازن وجهة نظر تتحرك غيوم المطر / الثلج ضد خريطة يستخدم إحداثيات رقمية والطوابع الزمنية رقمية للأحداث.
وبالمثل، المحاكاة الحاسوبية CGI من الاشعة المقطعية يمكن محاكاة كيف يمكن ل ورم قد يتقلص أو تغيير خلال فترة طويلة من العلاج الطبي، وتقديم مرور الوقت وجهة نظر الغزل من رأس الإنسان وضوحا، كلما تغير الورم.
ويجري تطوير التطبيقات الأخرى من المحاكاة الحاسوبية CGI لعرضه بيانيا كميات كبيرة من البيانات، في الحركة، كما تحدث تغييرات خلال شوط المحاكاة.

## محاكاة الحاسوب في العلوم

Process of building a computer model, and the interplay between experiment, simulation, and theory.

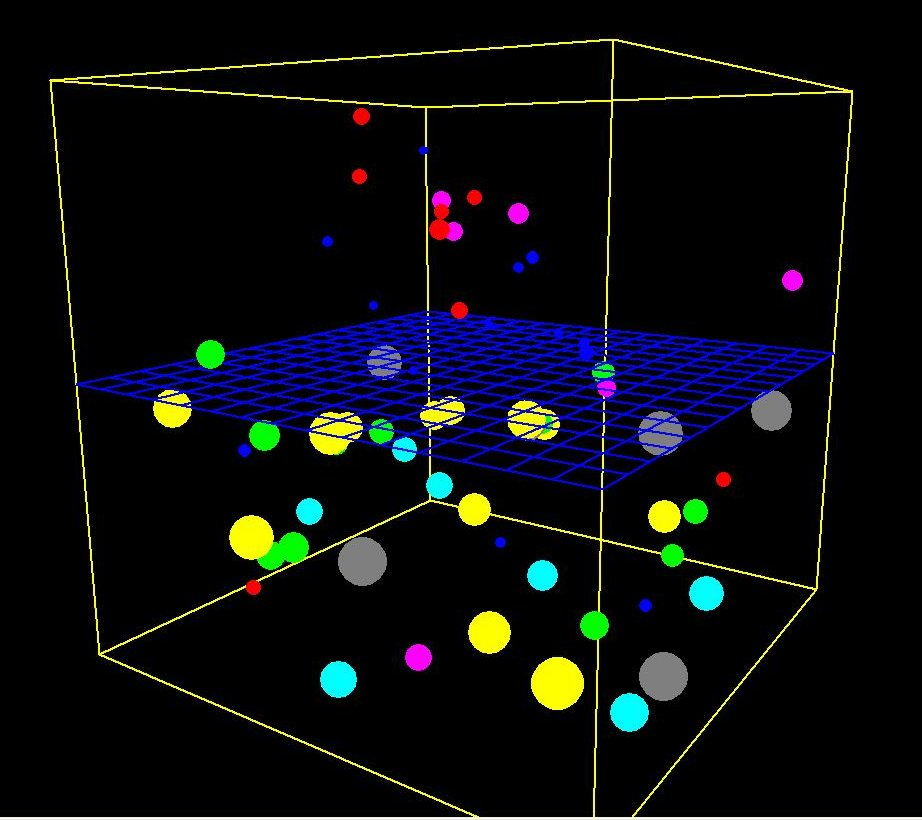
Computer simulation of the process of خاصية اسموزية

أمثلة عامة من أنواع المحاكاة الحاسوبية في مجال العلوم، والتي هي مستمدة من وصف رياضي الأساسي:
- محاكاة العددية لل معادلات التفاضلية التي لا يمكن حلها من الناحية التحليلية والنظريات التي تنطوي على النظم المستمرة مثل الظواهر في علم الكونيات المادي، ديناميكا الموائع (على سبيل المثال، النماذج المناخية، ضوضاء الطريق النماذج، نماذج الطريق تشتت الهواء)، الميكانيكا الاستمرارية وحركية الكيميائية وتندرج تحت هذه الفئة.
- على مؤشر ستوكاستيك المحاكاة، التي تستخدم عادة لأنظمة منفصلة حيث وقعت أحداث احتماليا والتي لا يمكن وصفها مباشرة مع المعادلات التفاضلية (هذا هو محاكاة منفصلة بالمعنى المذكور أعلاه). وتشمل الظواهر في هذه الفئة الانجراف الوراثي، البيوكيميائية أو شبكات تنظيمية الجين مع أعداد صغيرة من الجزيئات. (انظر أيضا: طريقة مونت كارلو).

أمثلة محددة من المحاكاة الحاسوبية التالي:
- المحاكاة الإحصائية على أساس والتكتل من عدد كبير من التشكيلات المدخلات، مثل التنبؤ توازن درجة الحرارة من المياه المستقبلة، والسماح للسلسلة من الأرصاد الجوية البيانات لتكون مدخلا للغة محددة. وقد تم تطوير هذه التقنية ل الحراري والتلوث التنبؤ.
- وقد استخدم كيل محاكاة استنادا فعال في البيئة، حيث غالبا ما يطلق عليه «النمذجة على أساس فردي» ويستخدم في الحالات التي تقلب الفردية في عوامل لا يمكن تجاهلها، مثل ديناميات السكان من سمك السلمون وسمك السلمون المرقط (معظم بحتة تفترض النماذج الرياضية كل سمك السلمون المرقط تتصرف مماثل).
- الوقت صعدت نموذج ديناميكي. في الهيدرولوجيا هناك العديد من هذه النماذج النقل الهيدرولوجيا مثل SWMM و DSSAM النماذج التي وضعتها وكالة حماية البيئة في الولايات المتحدة للتنبؤ جودة مياه النهر.
- كما تم استخدام المحاكاة الحاسوبية لنموذج رسميا نظريات الإدراك البشري والأداء، على سبيل المثال، ACT-R
- محاكاة الكمبيوتر باستخدام النمذجة الجزيئية ل اكتشاف المخدرات

المحاكاة الحاسوبية لدراسة حساسية انتقائية من السندات التي كتبها كيمياء ميكانيكية خلال طحن من جزيئات عضوية.
ديناميكا الموائع الحسابية تستخدم المحاكاة لمحاكاة سلوك تدفق الهواء والماء والسوائل الأخرى. واحدة وسنتين ويتم استخدام نماذج ثلاثية الأبعاد. قد محاكاة نموذج أحادي البعد آثار مطرقة المياه في الأنابيب. يمكن استخدام نموذج ثنائي الأبعاد لمحاكاة سحب القوات على المقطع العرضي للجناح طائرة. محاكاة ثلاثية الأبعاد يمكن تقدير متطلبات التدفئة والتبريد للمبنى كبير.
فهم الإحصائية النظرية الجزيئية الحرارية هو أمر أساسي لارتفاع الحلول الجزيئية. تطور نظرية التوزيع المحتملة (PDT) يسمح هذا الموضوع المعقد لتكون مبسطة إلى أسفل إلى الأرض العروض من الناحية النظرية الجزيئية.
ملحوظة، ومثيرة للجدل في بعض الأحيان، والمحاكاة الحاسوبية المستخدمة في مجال العلوم وتشمل: Donella ميدوز " World3 المستخدمة في حدود النمو، جيمس لوفلوك في Daisyworld وتوماس راي تييرا .

### بيئات المحاكاة للفيزياء والهندسة
بيئات رسومية تم تطويرها لتصميم المحاكاة. تم إيلاء عناية خاصة للتعامل مع الأحداث (الحالات التي المعادلات المحاكاة ليست صحيحة ويجب أن تتغير). مشروع مفتوح المصدر المفتوح الفيزياء بدأ لتطوير المكتبات التي يمكن إعادة استخدامها لمحاكاة في جاوة، جنبا إلى جنب مع من السهل جافا المحاكاة، بيئة رسومية كاملة أن ينشئ رمز بناء على هذه المكتبات.

## محاكاة الحاسوب في سياقات العملية
وتستخدم المحاكاة الحاسوبية في طائفة واسعة من السياقات العملية، مثل:
- تحليل ملوثات الهواء تشتت باستخدام نماذج التشتت في الغلاف الجوي
- تصميم النظم المعقدة مثل الطائرات وأيضا اللوجستية النظم.
- تصميم حواجز ضوضاء الطريق لإحداث تخفيف الضوضاء
- نماذج من أداء التطبيقات
- محاكاة للطيران لتدريب الطيارين
- التنبؤ بالطقس
- محاكاة لأجهزة الكمبيوتر الأخرى هي مضاهاة .
- التنبؤ من الأسعار في الأسواق المالية (على سبيل المثال التكيف صانع التماثيل)
- سلوك الهياكل (مثل المباني وأجزاء الصناعية) تحت الضغط وغيرها من الشروط
- تصميم العمليات الصناعية، مثل محطات المعالجة الكيميائية
- الإدارة الاستراتيجية والدراسات التنظيمية
- محاكاة خزان للهندسة البترول لنمذجة الخزان الجوفي
- عملية أدوات المحاكاة الهندسية.
- محاكاة الروبوت لتصميم الروبوتات وخوارزميات التحكم الروبوت
- نماذج المحاكاة الحضرية التي تحاكي أنماط دينامية للتنمية الحضرية والاستجابات للسياسات استخدام الأراضي والنقل الحضرية. انظر مقال أكثر تفصيلا عن البيئة الحضرية المحاكاة .
- هندسة المرور لتخطيط أو إعادة تصميم أجزاء من شبكة الشوارع من تقاطعات واحدة فوق المدن إلى شبكة الطرق السريعة الوطنية لنظام النقل التخطيط والتصميم والعمليات. انظر مقال أكثر تفصيلا عن المحاكاة في وسائل النقل .
- نمذجة حوادث السيارات لاختبار آليات السلامة في نماذج مركبة جديدة.
- نظم المحاصيل والتربة في الزراعة، من خلال أطر برامج مخصصة (على سبيل المثال BioMA ، OMS3، APSIM)

موثوقية والشعب الثقة في وضع المحاكاة الحاسوبية يعتمد على صحة من محاكاة النموذج، وبالتالي التحقق والتثبت أمرا حاسم الأهمية في تطوير المحاكاة الحاسوبية. جانب هام آخر من المحاكاة الحاسوبية هو أن من استنساخ النتائج، وهذا يعني أن نموذج المحاكاة لا ينبغي أن تقدم إجابة مختلفة لكل التنفيذ. على الرغم من أن هذا قد يبدو واضحا، وهذا هو نقطة خاصة من الاهتمام في المحاكاة العشوائية، حيث يجب أن تكون في الواقع أرقام عشوائية أرقام شبه عشوائية. استثناء من استنساخ والمحاكاة الإنسان في حلقة مثل محاكاة الطيران وألعاب الكمبيوتر . هنا الإنسان هو جزء من المحاكاة ويؤثر على النتيجة بطريقة من الصعب، إن لم يكن مستحيلا، لإعادة إنتاج بالضبط الآن.
مركبة المصنعين الاستفادة من جهاز محاكاة لاختبار مزايا السلامة في تصاميم جديدة. من خلال بناء نسخة من سيارة في بيئة محاكاة الفيزياء، فإنها يمكن أن ينقذ مئات الآلاف من الدولارات التي لولاها تكون هناك حاجة لبناء واختبار نموذج أولي فريدة من نوعها. يمكن لمهندسي خطوة من خلال محاكاة ميلي ثانية في وقت لتحديد الضغوط الدقيقة التي وضعت على كل قسم من النموذج الأولي.
رسومات الحاسوب يمكن استخدامها لعرض نتائج المحاكاة الحاسوبية. متحركة يمكن استخدامها لتجربة المحاكاة في الوقت الحقيقي، على سبيل المثال، في محاكاة التدريب . في بعض الحالات قد يكون مفيدا أيضا في الرسوم المتحركة بشكل أسرع من الوقت الحقيقي أو حتى أبطأ من وسائط في الوقت الحقيقي. على سبيل المثال، أسرع من الرسوم المتحركة في الوقت الحقيقي يمكن أن تكون مفيدة في تصور تراكم طوابير في محاكاة البشر اخلاء المبنى. وعلاوة على ذلك، غالبا ما يتم تجميع نتائج المحاكاة إلى صور ثابتة باستخدام طرق مختلفة من التصور العلمي .
في التصحيح، محاكاة تنفيذ البرنامج تحت الاختبار (بدلا من تنفيذ أصلا) يمكن الكشف عن أكثر بكثير من أخطاء الجهاز نفسه يمكن الكشف عن و، في نفس الوقت، تسجيل معلومات التصحيح مفيدة مثل تعليمات أثر، التعديلات الذاكرة وتعول التعليمات. ويمكن لهذه التقنية أيضا الكشف عن تجاوز سعة المخزن المؤقت وما شابه ذلك «من الصعب للكشف عن» أخطاء وكذلك معلومات وأداء المنتجات ضبط البيانات.

## مطبات
وعلى الرغم من تجاهل أحيانا في المحاكاة الحاسوبية، من المهم جدا إجراء تحليل الحساسية لضمان دقة النتائج ويفهم بشكل صحيح. على سبيل المثال، وتحليل المخاطر المحتملة من العوامل المحددة لنجاح أي برنامج استكشاف حقول النفط ينطوي على الجمع بين عينات من مجموعة متنوعة من التوزيعات الإحصائية باستخدام طريقة مونتي كارلو . إذا، على سبيل المثال، واحدة من المعايير الأساسية (على سبيل المثال، فإن نسبة صافي الطبقات الحاوية للنفط) من المعروف أن الرقم كبير واحد فقط، ثم نتيجة للمحاكاة قد لا تكون أكثر دقة من الرقم واحد كبير، على الرغم من أنه قد (مضلل) ستعرض وجود أربع شخصيات كبيرة

### نموذج تقنيات المعايرة
وينبغي أن تستخدم الخطوات الثلاث التالية لإنتاج نماذج محاكاة دقيقة: المعايرة والتحقق، والتحقق من الصحة. المحاكاة الحاسوبية جيدة في تصوير ومقارنة السيناريوهات النظرية، ولكن من أجل نموذج بدقة دراسات الحالة الفعلية التي يجب أن تتطابق مع ما يحدث في الواقع اليوم. يجب إنشاء نموذج قاعدة ومعايرة بحيث يطابق المنطقة التي تجري دراستها. وينبغي بعد ذلك التحقق من نموذج معايرة لضمان أن النموذج يعمل كما هو متوقع على أساس المدخلات. مرة واحدة وقد تم التحقق من هذا النموذج، والخطوة الأخيرة هي للتحقق من صحة النموذج بمقارنة النتائج إلى البيانات التاريخية من منطقة الدراسة. ويمكن القيام بذلك عن طريق استخدام التقنيات الإحصائية وضمان قيمة-R التربيعية كافية. ما لم يتم توظيف هذه التقنيات، فإن نموذج محاكاة خلق تسفر عن نتائج غير دقيقة وليس أن تكون أداة مفيدة التنبؤ.
ويتحقق معايرة النموذج من خلال تعديل أية معلمات المتاحة من أجل ضبط كيفية عمل النموذج ويحاكي العملية. على سبيل المثال، في محاكاة حركة المرور، وتشمل المعلمات النموذجية المسافة نظرة إلى الأمام، والحساسية التالية السيارة، تقدم التفريغ، وبدء فقدان الوقت. هذه المعايير تؤثر سلوك السائق مثل متى والزمن الذي يستغرقه سائق لتغيير الممرات، كم المسافة يترك السائق بين سيارته والسيارة أمامه، وكيف يبدأ بسرعة سائق لتسريع من خلال التقاطع.ضبط هذه المعلمات لديها تأثير مباشر على كمية من حجم حركة المرور التي يمكن أن تعبر من خلال شبكة الطرق على غرار بجعل السائقين أكثر أو أقل عدوانية. هذه أمثلة من المعلمات المعايرة التي يمكن ضبطها غرامة لتتناسب مع الخصائص التي لوحظت في مجال في الموقع الدراسة. معظم النماذج حركة المرور والقيم الافتراضية النموذجية لكنها قد تحتاج إلى تعديل لتتناسب بشكل أفضل سلوك السائق في موقع معين تجري دراستها.
ويتحقق التحقق من نموذج من خلال الحصول على بيانات الناتج من النموذج ومقارنتها مع ما هو متوقع من إدخال البيانات. على سبيل المثال، في محاكاة حركة المرور، ويمكن التحقق من حجم حركة المرور لضمان إنتاجية حجم الفعلية في نموذج قريبة بشكل معقول لحجم حركة المرور مدخلات النموذج. عشرة في المئة هي عتبة المعتادة المستخدمة في محاكاة حركة المرور لتحديد ما إذا كميات الإنتاج قريبة بشكل معقول لحجم المدخلات. نماذج محاكاة التعامل مع مدخلات النموذج بطرق مختلفة حتى حركة المرور التي يدخل الشبكة، على سبيل المثال، قد أو قد لا تصل إلى غايتها المنشودة. بالإضافة إلى ذلك، حركة المرور التي يريد ان يقتحم الشبكة قد لا تكون قادرة على، في حالة وجود ازدحام. هذا هو السبب في التحقق النموذج هو جزء مهم جدا من عملية النمذجة.
والخطوة الأخيرة هي للتحقق من صحة النموذج من خلال مقارنة النتائج مع ما هو متوقع استنادا إلى البيانات التاريخية من منطقة الدراسة. من الناحية المثالية، ينبغي أن نموذج تسفر عن نتائج مماثلة لما حدث تاريخيا. وعادة ما يتم التحقق من ذلك عن طريق يست أكثر من نقلا عن إحصائية-R التربيعية من مناسبة. يقيس هذا الإحصاء جزء من التقلبات التي استأثرت به النموذج. قيمة R-المربعة عالية لا يعني بالضرورة نموذج يناسب البيانات بشكل جيد. أداة أخرى تستخدم للتحقق من صحة النماذج هي تحليل المتبقية رسومية. إذا قيم الإنتاج نموذج تختلف بشكل كبير من القيم التاريخية، وربما يعني أن هناك خطأ في النموذج. قبل استخدام هذا النموذج بوصفه قاعدة لإنتاج نماذج إضافية، فمن المهم للتحقق من ذلك لسيناريوهات مختلفة لضمان أن كل واحد دقيقة. إذا كانت النواتج لا تتطابق إلى حد معقول من القيم التاريخية خلال عملية التحقق من الصحة، ينبغي إعادة النظر في نموذج وتحديثها لتحقيق نتائج أكثر انسجاما مع التوقعات. وهي عملية تكرارية التي تساعد على إنتاج نماذج أكثر واقعية.
التحقق من صحة نماذج المحاكاة المرورية يتطلب مقارنة حركة المرور المقدرة بالنموذج أمام حركة المرور لوحظ على أنظمة الطريق والعبور. مقارنات الأولية للتقاطعات رحلة بين الأرباع أو القطاعات أو المناطق الكبيرة الأخرى المثيرة للاهتمام. والخطوة التالية هي لمقارنة حركة المرور التي يقدرها نماذج لتعداد حركة المرور، بما في ذلك الركاب العبور، عبور الحواجز المفتعلة في منطقة الدراسة. هذه هي عادة دعا screenlines، cutlines، وخطوط الطوق ويمكن أن تكون الحواجز المادية وهمية أو الفعلية. خطوط الطوق تحيط مناطق معينة مثل منطقة الأعمال المركزية في المدينة أو مراكز النشاط الرئيسية الأخرى. يتم التحقق من صحة تقديرات عبور الركاب عادة عن طريق مقارنتها رعاية الفعلية عبور خطوط الطوق حول منطقة الأعمال المركزية.
ثلاثة مصادر الخطأ يمكن أن يسبب ضعف ارتباط أثناء المعايرة: خطأ في إدخال البيانات، خطأ النموذج، والخطأ المعلمة. بشكل عام، خطأ في إدخال البيانات والخطأ المعلمة يمكن تعديلها بسهولة من قبل المستخدم. خطأ النموذج لكن سببه المنهجية المستخدمة في النموذج وقد لا يكون سهلا كما لإصلاح. تبنى نماذج المحاكاة عادة باستخدام عدة نظريات النمذجة المختلفة التي يمكن أن تنتج نتائج متضاربة. وأكثر تعميم بعض النماذج حين أن البعض الآخر أكثر تفصيلا. إذا حدث خطأ النموذج بوصفه نتيجة لذلك، قد يكون من الضروري لضبط منهجية نموذج لجعل نتائج أكثر اتساقا.
من أجل إنتاج النماذج الجيدة التي يمكن استخدامها لتحقيق نتائج واقعية، وهذه هي الخطوات الضرورية التي يتعين اتخاذها من أجل ضمان أن محاكاة نماذج تعمل بشكل صحيح. نماذج المحاكاة يمكن استخدامها كأداة للتحقق من النظريات الهندسية، لكنها صالحة فقط إذا معايرتها. وبمجرد الحصول على تقديرات مرضية من المعلمات لجميع الموديلات، يجب فحص النماذج لضمان أن تكون أداء كاف وظائف المقصود. عملية التحقق من صحة تضع مصداقية النموذج من خلال إظهار قدرتها على تكرار أنماط حركة المرور الفعلية. أهمية التحقق من صحة النموذج تؤكد الحاجة إلى تخطيط دقيق والشمول والدقة في برنامج لجمع مدخلات البيانات التي لديه هذا الغرض. وينبغي بذل الجهود لضمان البيانات التي تم جمعها يتسق مع القيم المتوقعة. على سبيل المثال، في تحليل حركة المرور هو الحال بالنسبة للمهندس المرور لأداء زيارة الموقع للتحقق من التهم حركة المرور، وأصبح معتادا أنماط حركة المرور في المنطقة. سوف ينتج عنها من النماذج والتوقعات أن يكون هناك أفضل من البيانات المستخدمة لتقدير النموذج والتحقق من الصحة.

## مزيد من القراءة
«إطار تخصيص الموارد لتجربة القائم على التحقق من النماذج العددية»، مجلة ميكانيكا المواد المتقدمة والهياكل (تايلور وفرانسيس).
الشباب، ويوسف وفيندلي، مايكل. 2014. «النمذجة الحسابية لدراسة الصراعات والإرهاب.» كتيب من مناهج البحث في الدراسات العسكرية تم بواسطة Soeters، يوسف. الدروع، باتريشيا وRietjens، سيباستيان. ص. 249-260. نيويورك: روتليدج،